# Лёгкая атлетика на летних Олимпийских играх 1896 — бег на 800 метров
Соревнования по бегу на 800 метров среди мужчин на летних Олимпийских играх 1896 прошли 6 и 9 апреля. Приняли участие восемь спортсменов из шести стран.

## Призёры
| Золото               | Серебро             | Бронза                   |
| Тедди Флэк Австралия | Нандор Дани Венгрия | Димитриос Големис Греция |

## Соревнование

### Отборочные забеги
| Место | Спортсмен            | Результат  |
| ----- | -------------------- | ---------- |
| 1     | Тедди Флэк (AUS)     | 2:10,0 OR  |
| 2     | Нандор Дани (HUN)    | 2:10,2     |
| 3     | Фридрих Траун (GER)  | Неизвестен |
| 4     | Джордж Маршалл (GBR) | Неизвестен |

| Место | Спортсмен                               | Результат  |
| ----- | --------------------------------------- | ---------- |
| 1     | Альбен Лермюзье (FRA)                   | 2:16,6     |
| 2     | Димитриос Големис (GRE)                 | 2:16,8     |
| 3     | Георг де ла Низье (FRA)                 | Неизвестен |
| 4-5   | Димитриос/Димитри Томпроф/Томброф (GRE) | Неизвестен |
| 4-5   | Ангелос Фецис (GRE)                     | Неизвестен |

### Финал
| Место | Спортсмен               | Результат  |
| ----- | ----------------------- | ---------- |
| 1     | Тедди Флэк (GBR)        | 2:11,0     |
| 2     | Нандор Дани (HUN)       | 2:11,8     |
| 3     | Димитриос Големис (GRE) | Неизвестен |
| —     | Альбен Лермюзье (FRA)   | DNS        |